# Zbigniew Zieliński (architekt)
Zbigniew Zieliński (ur. 28 listopada 1907 w Poznaniu – zm. 21 kwietnia 1968 w Poznaniu) – inż. architekt, profesor Politechniki Poznańskiej (dawnej Wyższej Szkoły Inżynierskiej).

## Życiorys
W roku 1925 uzyskał maturę w gimnazjum im. I. Paderewskiego w Poznaniu. Dyplom inżyniera architekta otrzymał w 1931 na Politechnice w wolnym Mieście Gdańsku. W roku 1932 podjął pracę w Pracowni Urbanistycznej Miasta Poznania.
W 1940 roku wysiedlony, powrócił do Poznania w 1945 r. i podjął pracę jako kierownik Wydziału Planowania i Rozbudowy Miasta. Był współprojektantem centrum Poznania i wraz z Janiną Czarnecką autorem koncepcji zieleni. Opracował również projekt odbudowy Starego Rynku.
Był m.in. głównym konsultantem i autorem projektu rekonstrukcji Wagi Miejskiej na Starym Rynku w Poznaniu. Za projekt odbudowy Starego Miasta uzyskał wraz z zespołem nagrodę państwową II stopnia (1956).
W latach 1947–1953 prowadził zajęcia w Szkole Inżynierskiej w Poznaniu. Od 1959 roku pracował w Muzeum Historii Miasta Poznania. Zmarł 21 kwietnia 1968 roku w Poznaniu.

## Upamiętnienia
- 3 października 2003 roku odsłonięto jego tablicę pamiątkową na północnej ścianie poznańskiej Wagi.
- W roku 2006 prof. Zbigniewa Zielińskiego uhonorowano pośmiertnie poprzez przeniesienie jego prochów na cmentarz Zasłużonych Wielkopolan.